# Roger Bamburak
Roger Michael Bamburak (Kanada, Manitoba, Winnipeg, 1946. december 28. –) profi jégkorongozó.

## Karrier
Komolyabb karrierjét a University of North Dakotán kezdte 1966-ban. Az egyetemi csapatban 1969-ig játszott. Az egyetemre kerülés előtt a Boston Bruins draftolta őt az 1963-as NHL-amatőr drafton a harmadik kör 14. helyén. A National Hockey League-ben sosem játszott. Az egyetem elvégzése után az Eastern Hockey League-be ment játszani a Syracuse Blazersbe, ahol szezon közben átkerült a Jacksonville Rocketsbe. Ebben a csapatban  1972-ig volt kerettag. Ezután visszavonult.